# Tapinoma karavaievi
Tapinoma karavaievi é uma espécie de formiga do gênero Tapinoma.